# بيتر هانسن (دبلوماسي)
بيتر هانسن (بالدنماركية: Peter Hansen)‏ هو دبلوماسي دنماركي، ولد في 2 يونيو 1941 في آلبورغ في الدنمارك.